# Марек Янкуловський
Ма́рек Янку́ловський (чеськ. Marek Jankulovski; *9 травня 1977, Острава, Чехія) — колишній чеський футболіст македонського походження, захисник.
Його батько Пандо Янкуловський є македонцем, що емігрував в Чехословаччину з Егейської Македонії під час Громадянської війни в Греції, мати Марека є чешкою.
Марек Янкуловський свою футбольну кар'єру розпочав в чеському клубі «Баник» Острава. Свій професіональний контракт він підписав в 1994 році. За «Баник» Янкуловский зіграв 110 матчів, в яких записав на свій рахунок 15 м'ячів. Після він перейшов до Серії А, де спочатку захищав кольори «Наполі», а після перейшов до «Удінезе». Футболки "б'янконері" Марек захищав 91 раз та забив 16 м'ячів. Чехом зацікавились кілька інших клубів, серед яких і «Мілан», до якого Янкуловський перейшов у травні 2005 року за 8 мільйонів євро. У 2007 році разом з Міланом переміг в Лізі Чемпіонів, здолавши в фіналі англійський Ліверпуль 2-1. Також чех забив 2 гол у фіналі Суперкубку, де італійська команда перемогла Севілью. Разом з чеською збірною Марек виступив на Євро 2000 та Євро 2004, та на Чемпіонаті Світу 2006 року в Німеччині. За національну збірну чех зіграв понад 60 матчів.
Після завершення сезону 2010—11 оголосив про завершення кар'єри гравця.